# Camponotus foreli
Camponotus foreli (лат.) — вид мелких муравьёв рода Camponotus из подсемейства формицины (Formicidae). Западная Палеарктика.

## Распространение
Средиземноморье: Испания, Португалия, Франция, Алжир. Открытые пространства, степи.

## Описание
Среднего размера муравьи чёрного цвета; длина рабочих около 1 см. Тело гладкое и блестящее. Усики длинные, скапус заходит за задний край головы. Заднегрудка округлая без проподеальных шипиков.
Стебелёк между грудкой и брюшком состоит из одного узловидного членика (петиоль).
Термофильный вид с дневной активностью, коррелирующей с выделениями нектара, главным пищевым ресурсом этого вида муравьёв. Среди рабочих отмечены две касты: мелкие рабочие и крупные (солдаты), которые отличаются не только биометрически, но и поведенчески. Мелкие рабочие чаще наблюдаются среди сборщиков нектара на цветах, а более крупные особи отмечены в других видах внегнездовой деятельности, включая фуражировку, охоту и защиту муравейника от хищников, пауков и других муравьёв, например, от бегунков Cataglyphis iberica Emery. Углеводы и вода распределяются среди членов колонии путём трофаллаксиса. Наиболее крупные рабочие (majors, солдаты) C. foreli аккумулируют в себе крупные жировые запасы (адипогастрия, adipogastry) и обладают крупным непрозрачным брюшком, раздутым, как у муравьёв видов Camponotus  thoracicus и C. mozabensis (Delve, 1968) в пустыне Сахара, С. fraxinicola на полуострове Флорида (Wilson, 1974) или C. micans в Северной Африке (Марокко). Существование адипогастрических рабочих это довольно редкое явление, известное науке более чем столетие, но редко обнаруживаемое и которое не следует путать с рабочими-«бочками» (repletes), которые, например, у медовых муравьёв Myrmecocystus, накапливают жидкую пищу, углеводы (Wilson, 1971). Итальянский мирмеколог Карло Эмери ещё в 1898 году обнаружил адипогастрических рабочих (с запасами жировых тел) у муравьёв видов Camponotus  fedtschenkoi и С. atlantis (Emery, 1898). Это явление возникает у некоторых видов Camponotus из-за высокой флуктуации условий окружающей среды. В отличие от этого, стоит отметить, отсутствие переполненных рабочих (repletes) и лишь 10 % работников с небольшим развитием жировых отложений у вида Camponotus detritus, который населяет пустыню Намиб (юго-западная Африка), где устойчивый климат наблюдается круглый год (Curtis, 1985). Гипотетическая связь ночной деятельности с адипогастрией, высказанная американским профессором Уильямом Уилером (Wheeler, 1928) не подтверждается на примере С. foreli, строго дневного вида (Retana et al., 1987).
Муравейники земляные, располагаются на глубине около 20 см; семьи малочисленные, состоят из нескольких сотен муравьёв.

## Систематика
Вид был впервые описан в 1881 году итальянским мирмекологом Карло Эмери (Carlo Emery, 1848—1925) по типовым материалам из Северной Африки (Алжир) и назван в честь крупного швейцарского энтомолога Огюста Фореля, валидный статус подтверждён в нескольких последующих мирмекологических публикациях. Отличается вогнутостью в задней части груди между мезонотумом и эпинотумом, чем напоминает представителей рода формика, а среди кампонотусов такие виды как Camponotus piceus или Camponotus lateralis. Систематическое положение несколько раз менялось и вид включался в состав подродов Orthonotomyrmex, Tanaemyrmex и Myrmosphincta.